# Giorgia Rebora
Giorgia Rebora (Genova, 31 dicembre 1995) è una boccista italiana.
Nell'agosto 2013 ha partecipato ai World Games a Cali in Colombia dove nella specialità "tiro progressivo" ha conquistato la medaglia di bronzo.
Nel settembre 2013 a Perosa Argentina ha conquistato il titolo di campionessa italiana di tiro di precisione femminile.
A ottobre 2013 ha difeso i colori della nazionale italiana nei campionati europei femminili. Nella prova di "tiro rapido a staffetta" assieme alla compagna Virginia Venturini ha conquistato la medaglia d'argento, sconfitte in finale dalla coppia francese. 
Medaglia di bronzo ai mondiali di Macon (Francia) nella prova di staffetta e di tiro progressivo (2014).